# رينان غارسيا
رينان غارسيا (بالبرتغالية: Renan Fernandes Garcia‏) (19 يونيو 1986 ببلدية باتاتايس في البرازيل - ) هو لاعب كرة قدم برازيلي في مركز الوسط. لعب مع أتلتيكو مينييرو وسلتا فيغو وسي إف آر كلوج وفيتوريا دي غيماريش ونادي الإمارات ونادي النصر ونادي بيرا مار ونادي سامبدوريا ونادي سبورت ريسيفه ونادي فورتاليزا ونادي سانتا كروز.

## وصلات خارجية
- رينان غارسيا على موقع قاعدة بيانات كرة القدم.إي يو (الإنجليزية)
- رينان غارسيا على موقع Soccerway.com (الإنجليزية)
- رينان غارسيا على موقع عالم كرة القدم.نت (الإنجليزية)
- رينان غارسيا على موقع AS.com (الإسبانية)